# Aage Henvig
Aage Einar Mouritz Henvig (6. september 1882 i København - 2. marts 1948) var en dansk skuespiller der har spillet mindre biroller i en række danske stumfilm.

## FIlmografi
- 1913 – Bristet Lykke (Instruktør August Blom)
- 1913 – Atlantis (Instruktør August Blom)
- 1913 – Mens Pesten raser (Instruktør Holger-Madsen)
- 1913 – Chatollets Hemmelighed (Instruktør Hjalmar Davidsen)
- 1913 – En farlig Forbryderske (Instruktør Eduard Schnedler-Sørensen)
- 1913 – Broder mod Broder (Instruktør Robert Dinesen)
- 1913 – Kongens Foged (Instruktør Sofus Wolder)
- 1913 – Nellys Forlovelse (Instruktør Eduard Schnedler-Sørensen)
- 1913 – Grossererens Overordnede (Instruktør Sofus Wolder)
- 1913 – Axel Breidahls Lotterigevinst (Instruktør Axel Breidahl)
- 1913 – Privatdetektivens Offer (Instruktør Sofus Wolder)
- 1913 – Giftslangen (Instruktør Hjalmar Davidsen)
- 1913 – Ægteskabets tornefulde Vej (Instruktør Sofus Wolder)
- 1913 – Livets Blændværk (Instruktør Eduard Schnedler-Sørensen)
- 1913 – Styrmandens sidste Fart (Instruktør Eduard Schnedler-Sørensen)
- 1913 – Den gamle Majors Ungdomskærlighed (Instruktør Axel Breidahl)
- 1913 – Dramaet i den gamle Mølle (Instruktør Robert Dinesen)
- 1913 – Lykken svunden og genvunden (Instruktør Hjalmar Davidsen)
- 1914 – Moderen (Instruktør Robert Dinesen)
- 1914 – Perlehalsbaandet (Instruktør Sofus Wolder)